# Breaking Stretch
Breaking Stretch ist ein Musikalbum von Patricia Brennan. Die am 16. und 17. September 2023 im Power Station Studio, New York City, entstandenen Aufnahmen erschienen am 6. September 2024 auf Pyroclastic Records.

## Hintergrund
Die Vibraphonistin und Komponistin Patricia Brennan nahm ihr Album Breaking Stretch mit denselben Musikern wie ihr vorheriges Album More Touch (2022) auf, mit dem Bassisten Kim Cass, Perkussionist Mauricio Herrera und Schlagzeuger Marcus Gilmore. Hinzu kamen drei Bläser, Jon Irabagon an Alt- und Sopranino-Saxophon, Mark Shim am Tenorsaxophon und Adam O’Farrill an der Trompete und Elektronik. Singleauskopplung des Albums ist „Palo de Oros“. Brennan schrieb in den Liner Notes, dass sie sich schon früh von Bands inspirieren ließ, die von der Rhythmik angetrieben wurden, wie die Fania All Stars, Earth, Wind & Fire, Blood, Sweat & Tears und Chicago, bei denen jeder Musiker ein integraler Bestandteil des rhythmischen Fundament in den Bands war. Das Album hat seine Wurzeln in Brennans More Touch Quartet (mit Kim Cass, Marcus Gilmore und Mauricio Herrera von 2022), erweitert deren Besetzung aber um die drei Bläser.

## Titelliste
- Patricia Brennan: Breaking Stretch (Pyroclastic Records)

1. Los otros yo (The Other Selves) 5:13
2. Breaking Stretch 7:53
3. 555 6:50
4. Palo de Oros (Suit of Coins) 9:40
5. Sueños de Coral Azul (Blue Coral Dreams) 5:22
6. Five Suns 5:44
7. Mudanza (States of Change) 4:09
8. Manufacturers Trust Company Building 3:37
9. Earendel 7:30

Die Kompositionen stammen von Patricia Brennan.

## Rezeption
Die Bilder, die Breaking Stretch hervorrufen würde, sind Melodien als kristalline Strukturen – von einer eisigen Schönheit, die in der Schwebe liege und hell schimmere, während sie an den Rändern schmelze, schrieb Dave Sumner (Daily Bandcamp). Mit diesem Album würde Patricia Brennan keine Abkehr von früheren Aufnahmen vollziehen, aber die Vibraphonistin manifestiere dies hier mit einer noch größeren, kühneren Stimme. Diese Musik habe Präsenz.
Die Blechbläser würden dem perkussiven Gesamtgefühl der Gruppe einen kräftigen Klang verleihen, schrieb Tony Dudley-Evans in London Jazz News. Die Musik des Albums sei schwungvoll und stark rhythmisch akzentuiert, mit komplexen Kompositionen und dichten Klangschichten in den improvisierten Passagen. Das durchgehende Muster der intensiven Kompositionen seien relativ kurze Solos der Bläser und des Vibraphons oder der Marimba, gespielt über komplexen rhythmischen Pattern. Dies sei spannende Musik, bei der viel passiert, aber manchmal werde es dann etwas zu hektisch, besonders bei den beiden Latin-Nummern.
Man dürfte dieses Jahr in keinem Genre ein anderes Album finden, das eine wirkungsvollere Balance zwischen dem Gehirn und dem Bauch schafft, schrieb Nate Chinen, der das Album zu den besten Neuerscheinungen des Jahres zählte. Brennan sei eine Mallet-Spezialistin, die sich intensiv mit dem rein perkussiven Aspekt ihrer Kunst beschäftige. „Ihre Kompositionen spielen mit instabilem Einklang und zunehmender Dichte, mit einem rhythmischen Schwung, der gelegentlich an ihre prägenden Jahre in Veracruz, Mexiko, erinnert“, hatte er in den Liner Notes geschrieben, „aber die Kernkoordinaten dieser Musik liegen an einem Ort, der noch nicht kartiert wurde; Brennan und ihre Expeditionstruppen sorgen dafür, dass wir uns über ihre Entdeckung freuen“.